# Esperanza (Santa Fe)
Esperanza es una ciudad argentina ubicada en el centro-este de la provincia de Santa Fe. Es la cabecera del departamento Las Colonias y la primera colonia agrícola organizada del país. Según el censo nacional realizado en el año 2022, cuenta con una población de 46 753 habitantes, ubicándose entre las diez ciudades más pobladas de la provincia.
La ciudad se encuentra atravesada por las rutas provinciales RP 70 y RP 6. Limita al norte y al este con el río Salado, al sur con San Jerónimo Norte, Pujato Norte y Empalme San Carlos, al oeste con Humboldt y Colonia Cavour, y al este con Recreo. Dista a unos 38 km de la ciudad de Santa Fe, a 197 km de Rosario, a 349 km de Córdoba y a 486 km de la ciudad de Buenos Aires.
Fue fundada el 8 de septiembre de 1856 por unas doscientas familias agricultoras procedentes de Europa. Bajo el sistema de la subdivisión de la propiedad, a cada familia que se estableciera en la zona se le otorgaba una concesión de tierra en virtud de un contrato de colonización firmado entre el gobierno de Santa Fe y el colonizador Aarón Castellanos.
Esperanza es sede permanente de la Fiesta Nacional de la Agricultura y cada 8 de septiembre se celebra el «Día de la agricultura y del productor agropecuario» en conmemoración de la fundación de la colonia. Su actividad económica es variada; su sector principal es el agropecuario aunque también destacan las industrias de cuero, la madera y la metalurgia.

## Toponimia
Existen diferentes versiones respecto al origen del nombre de la ciudad. La mayoría de los historiadores se lo atribuyen a los primeros pobladores católicos, que optaron por seleccionar a una de las tres virtudes teologales para denominar a la colonia, siendo finalmente elegida la «Esperanza».

## Historia

### Fundación
La Colonia Esperanza surge a partir de un contrato de colonización firmado el 15 de junio de 1853 entre el colonizador salteño Aarón Castellanos y el ministro de gobierno Manuel Leiva, en representación del gobernador de Santa Fe Domingo Crespo. Con este contrato se autorizó el establecimiento de centenares de familias de origen europeo en territorio santafesino y se instauró el sistema de la subdivisión de la propiedad. Bajo este sistema, cada familia que se estableciera en la zona recibía una concesión de unas treinta hectáreas, junto con animales y semillas; para convertirse en propietarios de dicha tierra, cada una debía entregar un tercio de sus cosechas al gobierno durante cinco años. El terreno destinado primitivamente para la agricultura abarcaba más de doscientas concesiones de veinte cuadras, teniendo caminos internos que dividían a unas de otras.
Sus primeros pobladores se establecieron entre fines de enero y comienzos de junio de 1856. En total eran cerca de doscientas familias inmigrantes de distintas procedencias:
- 102 familias suizas provenientes de los cantones de Valais, Berna, Zúrich, Argovia y Vaud.
- 54 familias alemanas provenientes de la región meridional germánica.
- 28 familias francesas provenientes de la región de Saboya.
- 6 familias provenientes de Bélgica y Luxemburgo.
- Posteriormente en 1858, llegaron familias italianas provenientes de la región de Piamonte.[8]

El 26 de mayo de 1861, con la creación del Concejo Municipal, Esperanza se convirtió en la primera colonia agrícola organizada del país.

### División entre católicos y evangélicos

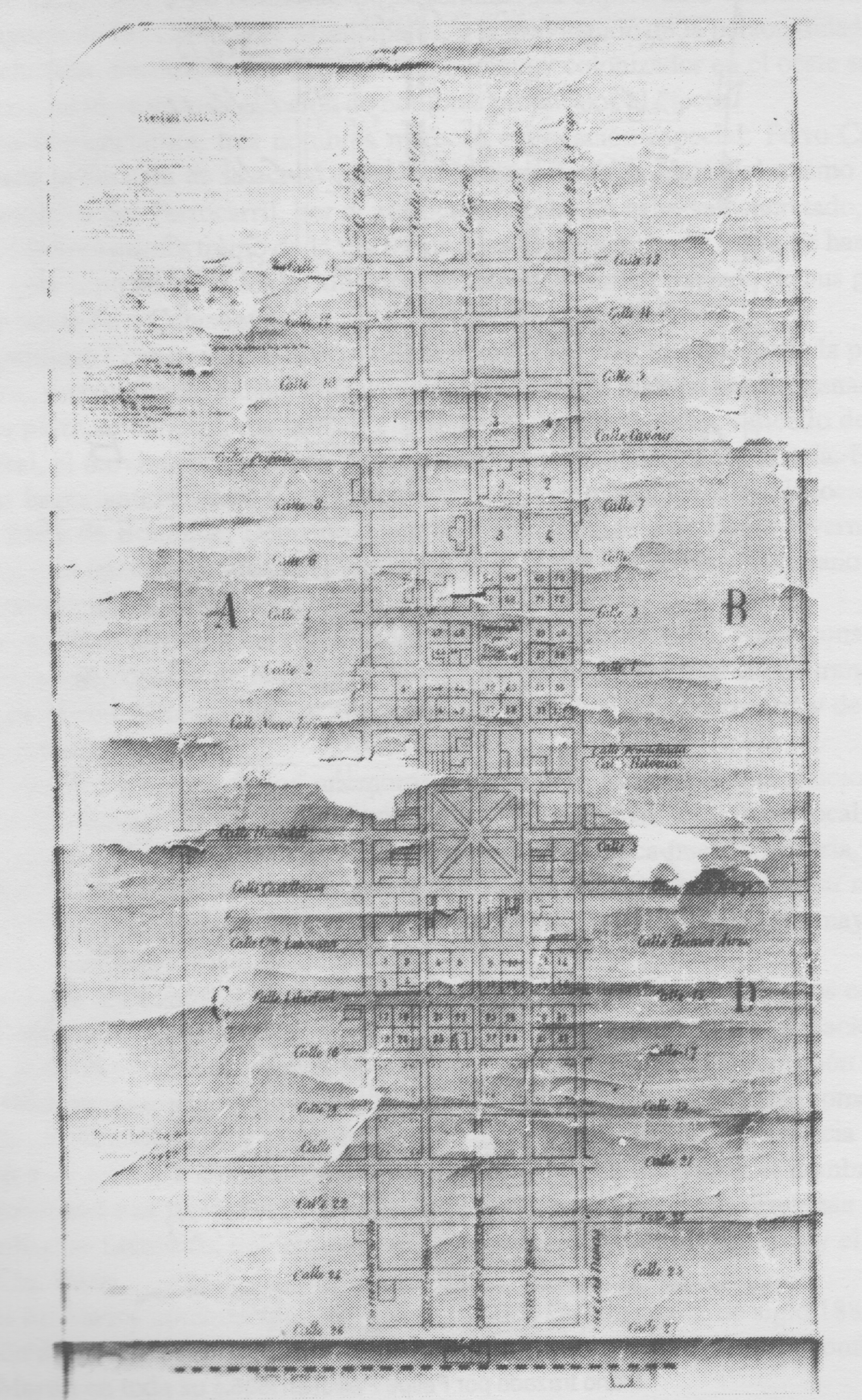
Fotografía del plano original de Esperanza trazado en 1885 por Felipe Paillet.

Durante el trazado original se dividieron las concesiones de tierras en dos secciones: la sección oeste, conformada en su mayoría por familias de habla alemana y religión protestante evangélica, y la sección este, conformada en su mayoría por familias de habla francesa y religión católica.
En 1867 se celebró en la plaza central de la ciudad el primer antecedente del matrimonio civil de la Argentina. El herrero católico de origen austríaco Alois Tabernig y la evangélica de origen alemán Magdalena Moritz quisieron casarse, pero como aún no existía el Registro Civil y la única institución que casaba era la Iglesia, uno de ellos tenía que renunciar a su culto.  Ninguno de los contrayentes quiso cumplir con esa disposición y para resolver dicha situación, Tabernig acudió a una tradición que se llevaba a cabo en Alemania y los cantones suizos: con el permiso de la Municipalidad, plantó un cedro azul y colgó un cartel con la leyenda «Árbol de la Libertad»; debajo de él se ubicó con su pareja y proclamó ante todos los vecinos congregados en asamblea que expresaban libremente su voluntad de casarse, dando por «legalizada» su unión.

«En su plaza central se dio el primer casamiento civil de la Argentina, entre dos inmigrantes de dos confesiones distintas, que ante la negativa de casarse renunciando a su culto decidieron hacerlo ante una asamblea de vecinos para dejar en claro su voluntad de matrimonio, en un reflejo de cómo se hacía en la democracia suiza de los cantones. Este acto es un antecedente de la creación del Registro Civil, instalado en la provincia de Santa Fe en 1899.»

La primera misa católica se celebró al aire libre en 1857 y en 1864 se inauguró la Iglesia católica original con dos torres. Este templo se derrumbó en 1921 para construir la actual Basílica de la Natividad de la Santísima Virgen. Por su parte, la piedra fundamental de la Iglesia Evangélica del Río de la Plata se colocó en 1887, mientras que la correspondiente a la Iglesia Ortodoxa “San Jorge” se colocó mucho tiempo después en el año 1940.

### Desarrollo económico, educativo y cultural
En 1885 llegó el ferrocarril, posibilitando el crecimiento agrícola, lácteo e industrial. Hacia 1890 funcionaban ocho molinos harineros, diversas mueblerías e importantes fábricas de carruajes como Rudolf y Tschaggeny, fundadas por colonos suizos provenientes de los cantones de Argovia y Berna respectivamente.
La ciudad se estableció como centro educacional de importancia dentro de la provincia, siendo visitada por Domingo Faustino Sarmiento en 1870. En ese entonces la música era una de las actividades preferidas de suizos y alemanes, dando origen a la Sociedad de Canto “Männer Gesangverein” (fundada en 1870) y la Asociación Suiza “Guillermo Tell” (fundada en 1866). Actualmente, ambas asociaciones siguen llevando a cabo diversas actividades culturales así como curtiembres y centros de esparcimiento.
El periódico La Unión tenía un suplemento semanal redactado en alemán y otro en italiano. Este diario fue dirigido por el periodista de origen alemán Pedro Stein y se editó desde 1891 hasta 1912, año en el que su fundador fue asesinado por causas políticas. En 1910, el médico y político Rodolfo Lehmann, que en ese entonces residía en una mansión conocida como «Palacio Lehmann», fundó el periódico El Colono del Oeste para difundir sus ideas.
En 1891, sacerdotes de la congregación del Verbo Divino fundaron el Colegio “San José” para varones, mientras que en 1895 la congregación de las hijas de María del Huerto fundó el Colegio “Nuestra Señora del Huerto” para mujeres. A estas dos instituciones religiosas le siguieron diversas escuelas, como la Escuela Normal “Domingo Faustino Sarmiento” fundada en 1896 y la Escuela Nacional de Artes y Oficios fundada en 1925, actualmente conocida como la Escuela de Educación Técnico Profesional N.° 455.
|                                    |
| Antigua foto de la Casa Municipal. |

|                                                   |
| Fotografía de la Plaza San Martín en el año 1904. |

|                                                                            |
| Primera plana del diario El Colono del Oeste, del día 15 de marzo de 1879. |

|                                                                                  |
| Fotografía del Arco de la Colonización en el diario El Litoral, febrero de 1959. |

## Demografía

Área del municipio de Esperanza en el departamento Las Colonias.

El crecimiento poblacional y económico experimentado por Esperanza y sus colonias aledañas determinó que en 1883 se estableciera la división del departamento La Capital para dar origen al de Las Colonias. Esta medida produjo el establecimiento de la Jefatura Política al año siguiente, convirtiendo a Esperanza en la cabecera del nuevo departamento. Con la expansión de las empresas de colonización hacia el oeste, se generaron nuevos núcleos poblaciones que obligaron a una nueva división en 1890, dando origen a dos nuevas circunscripciones: al norte se estableció el departamento San Cristóbal y al oeste el departamento Castellanos.

### Evolución demográfica
A fines del siglo XIX, Esperanza contaba en su área urbana poco más de 2000 habitantes. En los años 1930 tuvo un enorme crecimiento poblacional, pasando de 6585 habitantes en 1930 a 18 000 habitantes en 1939. Este aumento se mantuvo contaste en la segunda mitad del siglo XX, llegando a 25 384 habitantes en 1980 y a 28 630 habitantes en 1991.
Según el censo nacional realizado en el año 2022, cuenta con una población de 46 753 habitantes, lo que representa un incremento del 11,10% frente a los 42 082 habitantes del censo anterior y conformando un núcleo de más de 50 000 habitantes junto con poblaciones vecinas como Humboldt, Cululú, Colonia Cavour, entre otras. El área urbana de la ciudad tiende a expandirse hacia la zona donde se encuentra la ciudad de Santa Fe, por lo que se espera a largo plazo la conurbación con el área metropolitana de la capital provincial.
| Gráfica de evolución demográfica de Esperanza entre 1869 y 2022 |
|                                                                 |
| Fuente de los Censos Nacionales del INDEC                       |

## Educación

### Instituciones educativas

#### Educación primaria
- Escuela N.° 314 “José de San Martín”
- Escuela N.° 315 “Aarón Castellanos”
- Escuela N.° 316 “Guillermo Lehmann”
- Escuela N.° 319 “Mercedes Zabala de Iriondo”
- Escuela N.° 1075 “Centenario de la Colonización”
- Escuela N.° 1352 “Doctor René Favaloro”
- Escuela N.° 1368 “Maestro Gregorio Donnet”
- Escuela N.° 6401 “Jorge Newbery”
- Escuela N.° 6403 “Capitán de Fragata Ingeniero Carlos Manuel Gadda”
- Escuela Nocturna N.° 53 “2 de Abril”
- Escuela Normal Superior N.° 30 “Domingo Faustino Sarmiento”
- Escuela Particular Incorporada N.° 1013 “San José”
- Escuela Particular Incorporada N.° 1019 “Nuestra Señora del Huerto”
- Escuela Rural N.° 230 “José Pedroni”
- Escuela Rural N.° 300 “José María Aguirre”
- Escuela Rural N.° 317 “Bernardo Iturraspe”
- Escuela Rural N.° 320 “José Álvarez de Arenales”
- Escuela Rural N.° 622 “Ejército de los Andes”
- Escuela Rural N.° 689 “Aarón Castellanos”
- Escuela Rural N.° 6073 “Rafael Bielsa”

#### Educación secundaria
- Escuela de Agricultura, Ganadería y Granja - Universidad Nacional del Litoral
- Escuela de Enseñanza Media N.° 371 “Soldados de la Patria: Colombo Muller”
- Escuela de Enseñanza Media Particular N.° 8006 “San José”
- Escuela de Educación Media para adultos (E. E. M. P. A.) N.° 1032 “8 de Septiembre”
- Escuela de Educación Secundaria Orientada Particular Incorporada (E. E. S. O. P. I.) N.° 2027 “José Manuel Estrada”
- Escuela de Educación Secundaria Orientada Particular Incorporada (E. E. S. O. P. I.) N.° 8076 “Nuestra Señora del Huerto”
- Escuela de Educación Técnico Profesional (E. E. T. P.) N.° 455 “General Don José de San Martín”
- Escuela de Educación Técnico Profesional (E. E. T. P.) N.° 644  “Gregoria Matorras”
- Escuela de Enseñanza Secundaria Orientada (E. E. S. O.) N.° 715  “La Orilla”
- Escuela Normal Superior N.° 30 “Domingo Faustino Sarmiento”
- Escuela Rural N.° 317 “Bernardo Iturraspe” - Núcleo Rural Secundario N.° 2371

#### Educación terciaria/universitaria
- Escuela Normal Superior N.° 30 “Domingo Faustino Sarmiento”
- Facultad de Ciencias Agrarias y Ciencias Veterinarias de Esperanza.
- Instituto de Educación Incorporada N.° 9195 “Cruz Roja Argentina” - Anexo Esperanza
- Instituto Superior del Profesorado N.° 8 “Almirante Guillermo Brown” - Anexo Esperanza
- Instituto Superior Particular Incorporado N.º 4085 “Instituto Tecnológico El Molino”
- Universidad Siglo 21

#### Educación especial
- Escuela Especial N.° 2030 “Surcos de Esperanza”
- Escuela Especial N.° 2094 de Formación Integral
- Escuela de Educación Especial N.° 2109 “Luis Hessel”
- Escuela de Educación Especial Particular Incorporada N.° 1328 (S. A. P. E. - A. A. N. E.)

#### Institutos de idiomas
- Centro de Idiomas de la Universidad Nacional del Litoral en Esperanza
- Instituto de Idioma Inglés (I. D. I. I.)
- Instituto “Oxford”
- Instituto Privado Para Aprender Inglés (I. P. P. A. I.)
- Instituto Video.Com English Centre
- Liceo Municipal “José Pedroni”

## Deportes

### Fútbol
Al igual que en la mayor parte del país, el fútbol es el deporte más popular y con mayor convocatoria.
Los principales equipos de fútbol de la ciudad, afiliados a la Liga Esperancina de Fútbol, son: 
- Asociación Deportiva Juventud, fundada en el año 1918. Su máximo logro deportivo fue la obtención de la Copa Santa Fe 2024, coronándose con el título de «Campeón Provincial»
- Club Atlético Bartolomé Mitre, fundado en el año 1910.
- Club Atlético Defensores del Oeste, fundado en el año 1953.
- Club Atlético Unión, fundado en el año 1917.
- San Lorenzo Foot-Ball Club, fundado en el año 1919.
- Sportivo del Norte Foot-Ball Club, fundado en el año 1947.
- Esperanza Fútbol Club, fundado en el año 2020. Sólo participa de las divisiones formativas de la liga.[13]

Cabe destacar que la mayoría de estos clubes disponen de otras disciplinas, como vóley, gimnasia artística, patinaje, fútbol femenino, fútbol sala y bochas.

### Básquet, vóley y otras disciplinas
- Club Atlético Almagro, fundado en el año 1932. Su disciplina principal es el básquet, siendo fundador de la Liga Nacional de Básquet. Su máximo logro deportivo fue la obtención del Campeonato Argentino de Clubes en 1968, en ese entonces la máxima competencia del deporte en el país.
- Club Atlético Alma Juniors, fundado en el año 1953. Entre sus disciplinas se destacan el básquet, vóley, hockey, rugby, bochas y arquería.
- Lawn Tenis Club Esperancino, fundado en el año 1916. Sus disciplinas son la natación y el tenis.
- Club Ciclista Esperancino, fundado en el año 1936. Como su nombre lo indica, esta institución se dedica al ciclismo.
- Club Atlético Belgrano, miembro de la Asociación Esperancina de Bochas.
- Club de Bochas Barrio Rivera, miembro de la Asociación Esperancina de Bochas.
- Club Esperancino de Bochas, miembro de la Asociación Esperancina de Bochas.
- Club Unión Bochas, miembro de la Asociación Esperancina de Bochas.
- Club de Planeadores y Aeromodelismo Esperanza, fundado en el año 1941. Como su nombre lo indica, esta institución se dedica a la aviación y el aeromodelismo.

## Cultura

### Parque Nacional de la Agricultura
El Parque Nacional de la Agricultura es un centro de recreación y esparcimiento que constituye uno de los lugares de encuentro más emblemáticos de la ciudad. Dentro de él se encuentra un lago artificial habitado por patos domésticos que incluye botes y fuentes. En su sector noreste se ubica el Museo de la Máquina Agrícola, que concentra numerosas maquinarias de la época de la colonización. Se puede realizar un recorrido autoguiado a través de códigos QR para conocer la historia de cada máquina. Para el público infantil, se encuentra una «ciudad de los niños» y un laberinto formado por lambertianas.
Dentro de sus límites se encuentran establecidos el Club Ciclista Esperancino y el velódromo “Ciudad de Esperanza”, homologado por la Unión Ciclista Internacional. Con este circuito, Esperanza fue una de las subsedes de los Juegos Suramericanos de 1982 organizados en Rosario.
|                                             |
| Lago del Parque Nacional de la Agricultura. |

|                                       |
| Pato doméstico en el lago del parque. |

|                                           |
| Entrada del Museo de la Máquina Agrícola. |

|                                                     |
| Tractor a vapor en el Museo de la Máquina Agrícola. |

|                                   |
| Entrada del laberinto del parque. |

### Festividades
- Fiesta patronal de la Virgen Niña:  Cada 8 de septiembre se conmemora la Natividad de la Virgen María, siendo la Virgen Niña la patrona de la ciudad. Se celebra una misa, una novena y una procesión de las que participan todas las delegaciones de la comunidad pastoral.[15]
- Fiesta Nacional de la Agricultura: Se realiza en la primera quincena de septiembre. La Plaza San Martín es el escenario de los actos centrales: El desfile de las colectividades junto con la banda de música de la municipalidad y la elección de la Reina Nacional de la Agricultura entre las postulantes que representan frutos de la tierra provenientes de distintos puntos del país.
- Fiesta de las Colectividades: Se realiza entre los meses de abril y mayo. Ofrece una variada propuesta gastronómica de cada uno de los países que exponen sus costumbres y culturas al pueblo esperancino a través de sus trajes típicos, danzas tradicionales y música. Las colectividades que se presentan tradicionalmente son: suizos, valesanos, italianos, alemanes, franceses, españoles, sirio-libaneses y criollos.[16]
- Feria de las Colonias “FECOL”: Se realiza en el mes de septiembre cada dos años. Es organizada por el Centro de Industria, Comercio y Afincados de Esperanza (CICAE) desde el año 1991 con el objetivo de fortalecer la industria, el comercio y los servicios de la ciudad de Esperanza y zona. Ofrece un ámbito ideal a los empresarios para mostrar sus productos y servicios.[17]
- Feria del Mueble y la Madera “Expodema”: Se realiza en el mes de octubre cada dos años. Es organizada por la Cámara de Industriales Madereros y Afines de Esperanza (CIMAE) con el objetivo de presentar los nuevos productos de las empresas madereras al mercado consumidor, a partir del soporte de infraestructura y comunicación que brinda dicho evento a sus expositores.[18]
- Noche de los Museos: Organizada por la Fundación Ramseyer Dayer, ofrece un evento cultural público que convoca a las instituciones esperancinas tanto públicas como privadas ofreciendo diversas manifestaciones artísticas, como fotografías, pinturas, exposiciones, música, historia, arquitectura, danza, patrimonios, diseños, interpretaciones, visitas guiadas, etc.[19]

### Museos y bibliotecas
- Museo de la Colonización: Inaugurado el 8 de septiembre de 1956 en el centenario de la fundación de la ciudad. Exhíbe objetos relacionados con la llegada de los inmigrantes en 1856. Incluye herramientas de siembra y cosecha, herramientas de carpintería y herrería, libros, fotografías, baúles, utensilios domésticos, armas de fuego, carruajes, máquinas de escribir, cajas registradoras, entre otros.[20]
- Museo de Ciencias Naturales, Colegio “San José”.
- Museo de la Máquina Agrícola, Parque de la Agricultura.
- Museo de artes visuales “Héctor Borla”.
- Museo Municipal de Arte “El Antigal” - Eva Erni Borla.[21]
- Biblioteca Municipal “Francisco Soutomayor”.[22]

## Religión

### Libertad de culto
Al igual que en todo el país, la libertad de culto del habitante esperancino está garantizado por el artículo 14 de la Constitución Nacional, aunque el Estado reconoce un carácter preeminente a la Iglesia católica que cuenta con un estatus jurídico diferenciado respecto al del resto de iglesias y confesiones.
La Legislatura de la Provincia de Santa Fe, mediante Ley N.º 13427/14, declaró a Esperanza como «Capital provincial del diálogo y encuentro ecuménico». Fundada por familias católicas y evangélicas, la ciudad tiene una amplia historia de convivencia y tolerancia entre los diferentes credos cristianos. A partir de 1910, a los dos grupos fundadores se les sumaron los católicos ortodoxos.

### Iglesia católica
El lugar de encuentro más importante para los esperancinos es la Basílica de la Natividad de la Santísima Virgen, ubicada frente a la esquina sureste de la Plaza San Martín. Su piedra fundamental se colocó el 27 de febrero de 1922, siendo inaugurada diez años más tarde en el año 1932. Los muros de la basílica se elevaron alrededor de la Iglesia católica original, que funcionó como sede de las celebraciones católicas entre 1856 y 1921.
Esta obra puede identificarse por su arquitectura románica acompañada por unos coloridos vitrales elaborados por la Casa Estruch de Buenos Aires y detallados murales realizados por el pintor porteño Augusto Juan Fusilier. La estructura de hierro que sirve de base fue importada de Alemania y armada en Esperanza. Es notable la técnica utilizada en la realización de la doble cubierta, ya que las bóvedas están colgadas de la estructura de hierro y amparadas por el techo a dos aguas. Posee cuatro campanas; tres fueron fundidas en Buenos Aires y la restante en la ciudad de Santa Fe. El órgano de la basílica fue fabricado por la firma alemana Eduard Sebald de Tréveris. En el año 2005 fue declarada «Basílica menor» de la Arquidiócesis de Santa Fe de la Vera Cruz.
A este edificio le siguen numerosas parroquias y capillas, de las que se pueden destacar las siguientes:
- Parroquia “Inmaculado Corazón de María”
- Parroquia “San José”
- Parroquia “Sagrado Corazón de Jesús”
- Capilla “Nuestra Señora del Huerto”
- Capilla “San Cayetano”
- Capilla “San Pío”

|                                                                 |
| Exterior de la Basílica de la Natividad de la Santísima Virgen. |

|                                                                                     |
| Interior de la Basílica de la Natividad de la Santísima Virgen, vista hacia el sur. |

|                                                                                       |
| Interior de la Basílica de la Natividad de la Santísima Virgen, vista hacia el norte. |

|                                                                                       |
| Interior de la Basílica de la Natividad de la Santísima Virgen, vista hacia el oeste. |

|                                                                                   |
| Las torres de la Basílica de la Natividad de la Santísima Virgen en construcción. |

|                                                                                 |
| Interior de la Basílica de la Natividad de la Santísima Virgen en construcción. |

|                                                |
| Iglesia católica original, inaugurada en 1864. |

|                                           |
| Interior de la Iglesia católica original. |

|                                                            |
| Demolición de la Iglesia católica original en el año 1921. |

### Iglesia evangélica
La Iglesia Evangélica del Río de la Plata se encuentra ubicada frente a la esquina noroeste de la Plaza San Martín, estando del lado opuesto a la basílica católica. En sus orígenes, funcionó en el lugar una escuela y un pequeño salón para el culto. Pese a los estragos de una epidemia de cólera surgida a fines de 1886, la piedra fundamental del templo evangélico se colocó el 25 de mayo de 1887. 
Está compuesta por una torre de tres pisos con una arquitectura neogótica acompañada por unas ventanas ojivales de cristal transparente, permitiendo la entrada de luz natural. Su espacio interior está dividido por una senda flanqueada por dos hileras de bancos; el presbiterio y el altar exentos de ornamentación se distinguen por su sobriedad, destacandosé el símbolo del redentor representado en una sencilla cruz. En su exterior contiene una lámpara central con un marcado arte carolingio y un reloj público que fue adquierido en 1895 por una comisión mixta de evangélicos y católicos, convirtiendosé con los años en símbolo de la ciudad. En 1901, se adquirieron tres campanas de origen alemán para el templo; estas llevan las leyendas «Amad a tu prójimo», «Buscad a perfeccionaros» y «Honrad al Altísimo».
También existen, alrededor de la ciudad, otras iglesias no evangélicas pertenecientes a otras ramas del protestantismo.
|                                                                          |
| Iglesia Evangélica del Río de la Plata, vista desde la Plaza San Martín. |

|                                                                       |
| Iglesia Evangélica del Río de la Plata, vista desde calle 25 de Mayo. |

### Iglesia ortodoxa
La Iglesia Católica Apostólica Ortodoxa de Antioquía en Argentina “San Jorge”, conocida simplemente como Iglesia Ortodoxa “San Jorge”, se encuentra ubicada sobre calle 9 de Julio, cerca del barrio sur de la ciudad y alejada de los templos principales de los otros credos. A principios del siglo XX, comenzaron a llegar a Esperanza los primeros inmigrantes de la colectividad sirio-libanesa, cuya actividad principal fue el comercio. Estos practicaban la religión cristiana, aunque algunos eran ortodoxos y otros católicos. 

En 1938, la comisión Pro Templo recibió la autorización de la municipalidad para solicitar donaciones «de los que quieran cooperar a esta obra de elevada moral para la humanidad, como lo es la religión de Cristo». El 25 de mayo de 1940 se colocó la piedra fundamental de la Iglesia y el 21 de septiembre se procedió a la bendición del mismo y el Padre Lázaro Neme celebró la primera misa. A pesar de no poseer un elevado número de miembros, la comunidad ortodoxa ha celebrado los hechos más importantes y significativos en este templo, contribuyendo al crecimiento de la importancia ecuménica de la ciudad.
|                                              |
| Exterior de la Iglesia Ortodoxa “San Jorge”. |

## Medios de comunicación

### Televisión
- Play Televisión
- LinkTV

### Radio
- FM 89.5 - Don Radio
- FM 90.5 - LRM721 Libertad
- FM 92.7 - Me Gusta FM
- FM 93.3 - Génesis
- FM 96.9 - LRM722 Dinámica
- FM 97.7 - LRP996 Iguana
- FM 99.9 - Boreal
- FM 101.5 - Teos Radio
- FM 103.9 - Ronda Vida Esperanza
- FM 105.7 - LRS335 Blue
- FM 106.5 - LRP998 CSC
- FM 106.9 - LRM956 Aarón Castellanos

## Símbolos

### Bandera
La bandera municipal de Esperanza fue adoptada el 8 de septiembre de 2020 luego de un concurso público en el que resultó ganadora la propuesta de Hernán Colombo, quien participó en representación de la Asociación Vecinal Oeste.

#### Colores y simbolismo
Criterios Morfológicos y Cromáticos/Referencias y Alusiones
1. Sector Superior: rectángulo de color azul celeste; representa el cielo.
2. Sector Inferior: rectángulo de color verde; representa a la tierra, a la pampa.
3. Forma grupal: centrada de manera horizontal y vertical, se individualizan cinco (5) elementos:
a) Un (1) círculo principal central, de fondo amarillo; representa al sol.
b) Una (1) forma orgánica, de síntesis icónica y simetría vertical, de color verde; representa una espiga de trigo, relacionando al concepto de trabajo y productos de la tierra.
c) Una (1) forma ovoide, de color verde; representa al suelo donde se siembran, nacen y crecen los cultivos.
d) Un (1) arco superior, de color verde; representa al Arco de la Colonización Argentina, monumento patrimonial de la ciudad, connotando protección.
e) Un (1) arco inferior, de color azul celeste; representa al río Salado.
— Dimensiones → a escala, respetando la relación de aspecto (5:8) y no superando las medidas de la bandera nacional argentina.
— Los rectángulos pueden connotar diversas interpretaciones bajo el concepto de dualidad: 1) Norte (culto evangélico) y Sur (culto católico); 2) Oeste (alemanes) y Este (franceses).

— Geometría cuadrangular (rectángulos) → refiere a la subdivisión de la propiedad y organización de tierras suministradas a los colonos.
Fundamentación del diseño de la Bandera de Esperanza.

| Denominación           | Celeste     | Verde       | Amarillo    |
| ---------------------- | ----------- | ----------- | ----------- |
| Código Pantone Gráfica | 284 C       | 123 C       | 364 C       |
| Código Pantone Textil  | 15-3930 TCX | 13-0746 TCX | 18-0135 TCX |

### Escudo
El escudo municipal de Esperanza fue adoptado el 7 de noviembre de 1898 mediante una ordenanza sancionada por el en ese entonces presidente del Concejo Deliberante Froilán Soria.

Ordenanza
Art. 1. Créase un Escudo Municipal el que deberá representar a la Agricultura, como base de progreso en esta forma: un óvalo compuesto por dos gavillas de trigo y lino entrelazadas, sustentando un ancla, colocada en sentido inverso.
Art. 2. Desde el primero de Enero entrante, todos los sellos y estampillas a usarse por la Municipalidad, deberán tener el escudo creado por la presente ordenanza.
Art. 3. Comuníquese, etc.
Esperanza, Noviembre 7 de 1898
L. Premoli, Secretario
F. Soria, Presidente
Concejo Municipal de la ciudad de Esperanza

El historiador Pedro Grenón interpreta la alegoría del ancla como símbolo de la esperanza, pues esa virtud teologal alimentó a los colonos en la adversidad y en la espera de vencer; esta se posiciona en sentido inverso como signo de clavar las agudas puntas de ambos brazos en la tierra para arraigar en ella. Las haces de trigo y lino simbolizan los frutos de la agricultura, actividad que estableció como la base del progreso económico de la colonia esperancina. Con respecto a los laureles que enmarcan el óvalo se interpretan, por su uso generalizado, como símbolo de triunfo o victoria. La fecha «1861» alude al año de instalación del primer Concejo Municipal, hecho que tuvo efecto el día 26 de mayo de ese año. En la parte superior del escudo puede leerse la frase «Subdivisión de la propiedad», siendo este el sistema por el cual grandes latifundios y tierras vacías que no le sumaban ninguna actividad económica al país eran cedidas a muchos propierarios de pequeñas parcelas con el objetivo de generar trabajo y mejorar la producción.

### Marcha
La Canción a los Primeros Pobladores de Esperanza es la marcha oficial de la ciudad de Esperanza. Fue escrita y compuesta por María Hortencia Pittier de Benítez, docente de la Escuela Normal "Domingo Faustino Sarmiento", y fue adoptada de manera oficial en 1946. Es interpretada durante los actos en conmemoración a las fechas patrias como también en las fiestas nacionales y en otras celebraciones que se llevan a cabo en la ciudad.

Canción a los Primeros Pobladores de Esperanza
LetraMaría Hortencia Pittier de Benítez
MúsicaMaría Hortencia Pittier de Benítez
Aquellos heroicos pioneros del suelo
Aquellos abuelos de tiempo feliz
De tierras lejanas cruzaron los mares
Formaron hogares en nuestro país.
Abrieron el surco en esta pradera
Y la primavera sus mieses dio
A fuerza de yunque, martillo y arado
Ellos nos han dado nuestro bienestar.
Entonemos cantos de victoria
Y con rosas de nuestras auroras
Coronemos la frente de gloria
De esa hueste viril vencedora.
Y se escucha un rumor, y se escucha un rumor
Que llegó, vibrante hasta el llano.
Es el nombre de honor, es el nombre de honor
Del ilustre Aarón Castellanos.

## Hermanamientos
La ciudad de Esperanza se encuentra hermanada con seis comunas suizas, todas pertenecientes al cantón del Valais:
- Champéry, Suiza (2012).
- Hérémence, Suiza (2012).
- Riddes, Suiza (2012).
- Saint-Martin, Suiza (2012).
- Trient, Suiza (2012).
- Vex, Suiza (2012).